# بهروز سلطاني
بهروز سلطاني ((بالفارسية: بهروز سلطانی‏)؛ مواليد 31 ديسمبر 1957) هو حارس مرمى إيراني معتزل. نافس في مسابقة كرة القدم في الألعاب الآسيوية التي عقدت في دلهي عام 1982 بالإضافة إلى كأس آسيا 1984 في سنغافورة. يقال أنه من أفضل حراس المرمى في تاريخ كرة القدم الإيرانية بعد الثورة الإسلامية عام 1979.

## روابط خارجية
- بهروز سلطاني على موقع ناشيونال فوتبول تيمز (الإنجليزية)